# René Zandt von Merl
René Zandt von Merl (* 6. Juni 1806 in Weiskirchen; † 16. Mai 1884 auf Schloss Münchweiler) war Abgeordneter des Provinziallandtages der Rheinprovinz und Bürgermeister in Weiskirchen.

## Leben

### Herkunft und Familie
René Zandt von Merl entstammte dem Adelsgeschlecht Zandt von Merl, das auf Vögte bzw. Erbvögte aus Merl zurückgeführt und urkundlich erstmals im 10. Jahrhundert erwähnt wird. Über Jahrhunderte waren Mitglieder der Familie Erbvögte der Trierer Kurfürsten und der Sponheimer Grafen und hatte somit großen Einfluss auf das Geschehen an der Mittelmosel. Sein Vater war der kaiserliche Kammerherr und Bürgermeister Hugo Zandt von Merl (1764–1845), seine Mutter die Gräfin Amalia Johanna Maria Josefa von Hochstaden (1779–1863).
Am 25. Februar 1835 heiratete er in Trier Catharina Schaack (1815–1885, Tochter des Trierer Kaufmanns Johann Baptist Schaack).
Aus der Ehe gingen vier Söhne und fünf Töchter hervor. Die älteste Tochter Amalia heiratete auf Schloss Thorn Johann Baptist Laurenz de Musiel aus lothringischem Adel. Egon war mit Antonette Maria Isabella Ludovica von Ingelheim gen. Echter von und zu Mespelbrunn verheiratet. Gottfried (1842–1920) starb als letzter männlicher Nachkomme. Mit ihm erlosch das Geschlecht Zandt von Merl im Mannesstamme, damit auch der Adelstitel.

### Wirken
René folgte 1848 seinem Vater als Bürgermeister von Weiskirchen, der dieses Amt bis 1822 ausgeübt hatte. Er war von 1858 bis 1862 Mitglied des Provinziallandtages der Rheinprovinz für den Stand der Landgemeinden im Regierungsbezirk Trier. In den Jahren von 1860 bis 1886 sanierten René und seine Frau Catharina das Schloss Münchweiler, das 1840 hoch verschuldet war. So trat Johann Baptist Schaack als Gläubiger ein mit einem Besitzanteil von 50 %. Das Schloss blieb in Familienhand.
Brigitte, ihre Enkeltochter, heiratete 1952 den thüringischen Gutsbesitzer Gangloff von Hagke († 1990). Sie erwarben 1959 von der Erbin ihrer Tante, der Ehefrau ihres Onkels Rudolf († 1934), den verbliebenen Anteil am Schloss. So hatte dies seit 100 Jahren wieder nur einen Besitzer. 1997, nach Brigittes Tod, übernahmen ihr Sohn Dietrich-Bernhard und dessen Ehefrau Annemarie, die Geschicke auf dem Schloss, das heute wieder in altem Glanz erstrahlt, ein Hotel und Cafe beherbergt. 2008 hat die Stadtverwaltung Wadern ein Trauzimmer eingerichtet. Er wurde 1855 mit dem Roten Adlerorden 4. Klasse ausgezeichnet.